# Torre de Benavites
La torre de Benavites, torre de la Senyoria o casa del Marquès de Bèlgida, es 
troba en el municipi de Benavites, situada en el centre del poble, en la comarca del Camp de Morvedre. Abans de la seva restauració, donava al pati de la casa Palau i al carrer Major. Està declarada Bé d'Interés Cultural, propietat municipal i l'edifici més emblemàtic de Benavites i de la Vall de Segó.
Tot i que no s'ha conclòs la seva datació, no es pot descartar que a l'origen fos una talaia musulmana, una torre amb caràcter defensiu i comunicatiu, situada a mig camí entre les poblacions fortificades d'Almenara al nord, i Sagunt al sud. La torre medieval, visible al lluny, no té un estil definit, però s'hi pot apreciar una gran influència italiana.

## Història
La cronologia de la torre s'emmarca entre els segles xiv i xvi. L'edifici que ha arribat fins a l'actualitat presenta uns elements i una imatge que li atorguen una datació posterior, de finals del segle xv o principis del xvi, per tant, d'època renaixentista. Així, el paviment ceràmic de Manises és probablement de l'últim terç del segle xv. Les làpides amb caràcters hebreus, utilitzades tant per a carreus de la façana com per als cancells de la cornisa superior, provenen gairebé amb seguretat del cementiri jueu de Morvedre i sembla improbable que s'utilitzessin amb anterioritat a l'expulsió dels jueus, el 1492. Altres indicis d'estil renaixentista italià apareixen en l'enteixinat de guix del primer pis. També la prolongació superior del cos de la torre amb una lladronera mostra la influència d'aquest estil.
El 19 de juny del 1984, donat l'estat d'abandó i degradació de la torre, la Direcció General del Patrimoni Artístic de la Conselleria de Cultura, Educació i Ciència va encarregar la seua restauració a l'arquitecte Vicent Soriano i Alfaro.

## Descripció
Es tracta d'una torre amb forma d'un prisma de planta rectangular de 6,75 x 11,80 metres de costat i una alçada de 22,20 metres. En la part superior, el cos de la torre s'eixampla en una lladronera de 60 cm, que posa de manifest el seu caràcter defensiu. Està coberta per una teulada a quatre vessants.
La torre està clarament preparada per a l'ús d'armes de foc, com testifiquen les seues espitlleres. La porta d'accés, de gran espessor i orientada al sud, està totalment coberta de planxa de ferro subjecta per claus de cap piramidal, mentre en el costat nord hi havia una casa adossada. En la façana sud, hi ha un cridaner rellotge de sol.
Davant de la porta, es troba una fossa que deixa veure els murs en talús de la torre i cal franquejar-la mitjançant una passarel·la. Sobre la porta, hi ha una estreta obertura vertical proveïda d'una corriola de ferro, per la qual en principi devia lliscar-se la corda que accionava el pont, tot i que avui en dia no existeixen ni el pont ni el mecanisme que l'activava.
Consta de planta baixa, soterrani i quatre plantes altes. Es divideix, doncs, en cinc pisos, un d'aquests subterrani, el qual està construït a força de morter amb sostre de canyissada. A l'angle sud-oest, hi ha una galeria o corredor en pendent a través de la qual s'accedeix a un pou circular realitzat en maó. Aquest soterrani va tenir espitlleres en el seu moment, que també servien per a la ventilació, actualment tapades. Durant la Guerra Civil espanyola, aquest soterrani va servir de refugi a la població i encara poden veure's les portes tapiades de dues galeries que duien al carrer.
La planta baixa, a nivell del sòl, és la que dona pas tant al soterrani com a les plantes superiors, a través d'una escala de caragol situada en l'angle sud-oest. Tots els pisos es distribuïxen en dues sales rectangulars, formades per una sala gran i una altra de més menuda. En la primera planta, destaca l'enteixinat d'estil pompeià entre bigues de fusta. El primer pis disposa d'una gran finestra amb reixa i festejafores, que recau al carrer. En el segon pis, al qual s'accedeix per un arc mixtilini, en la seva sala menuda va existir una cuina. El tercer pis té dues sales, però de majors dimensions, ja que els murs són més prims.
La terrassa a manera de cinturó de lladroneres està aquesta coberta amb un sostre de fusta a quatre vessants, i té dotze finestres: quatre en les façanes més grans i dues en els costats menors. Aquestes finestres són de tres tipus: les espitlleres (obertura llarga, estreta i eixamplada en un mur; també denominades sageteres), rectangulars o en forma de cercle coronat per la creu; les finestres normals, algunes amb reixa; i les finestres de la terrassa, de forma rectangular i unides a una espitllera en la seua part inferior.
En totes les plantes, el sòl és de maó combinat amb taulell de Manises (denominats «d'escarabatets» o «d'ossets» pels motius decoratius). En el tercer pis, no hi ha res a destacar llevat d'una finestra sense reixa i orientada a l'oest. El sòl està format per maóns col·locats a espiga, i el sostre, de voltes llises entre bigues de fusta. La quarta i última planta forma una galeria. És més àmplia que les altres a causa de la lladronera que l'eixampla. El sòl és de rajoles octogonals de fang roig, combinat amb altres quadrats més menuts, com els que hi ha en el segon pis. Té com a sostre l'entramat que sosté la coberta de teules amatent a quatre vessants. Aquest pis solament té una sala i grans finestreres en les quatre parets. La resta de l'obra és de lloses de gres i el cos superior està fet de maó sense arrebossar. Està construïda en fàbrica de carreus de pedra en la façana sud i en els cantons combinat amb maó; en la façana nord i en el subterrani trobem morter.
En la seva fàbrica, també es van utilitzar làpides de diferents èpoques anteriors: romanes i hebrees (probablement, del cementiri jueu de Morvedre del segle xiii). L'estil de la torre és renaixentista amb influx italià de la Toscana. Altres indicis d'estil renaixentista italià apareixen en l'enteixinat de guix del primer pis i la prolongació superior del cos de la torre, amb una lladronera que mostra la influència d'aquest estil, més concretament de la Toscana.
En la façana principal, a l'entrada de la torre, hi ha una gran làpida sense inscripcions i, a la dreta de la porta d'entrada, hi ha una inscripció funerària romana treballada en pedra blava amb inscripció llatina incompleta i adornada amb fulles i flors. En l'angle que forma la façana principal amb l'oriental, a una altura de cinc metres, es troba una altra inscripció en caràcters hebreus, l'única completa que existeix al País Valencià. Aquesta làpida, també sepulcral, data del segle xiii. La seua inscripció està bastant deteriorada.

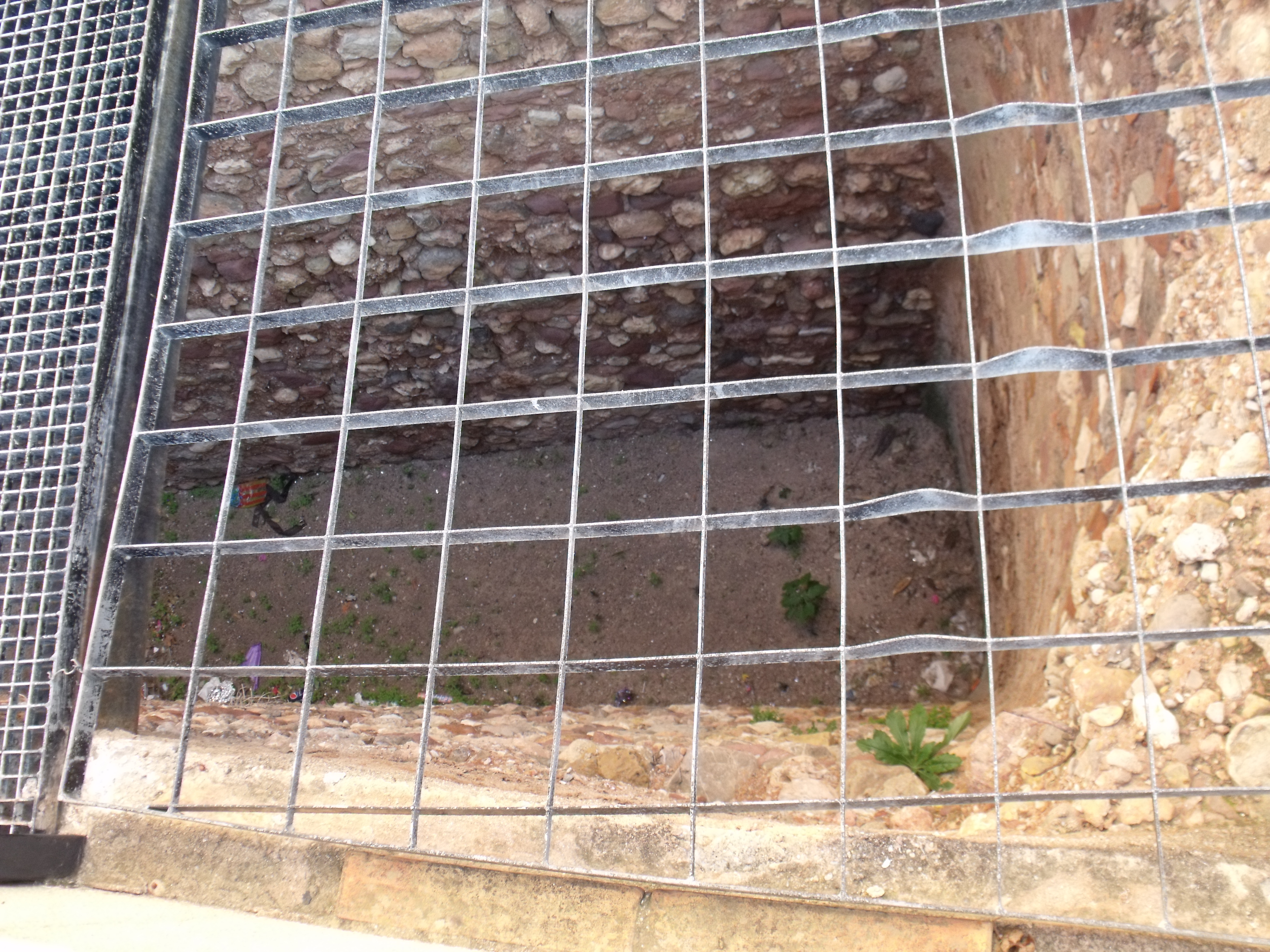
Fossat
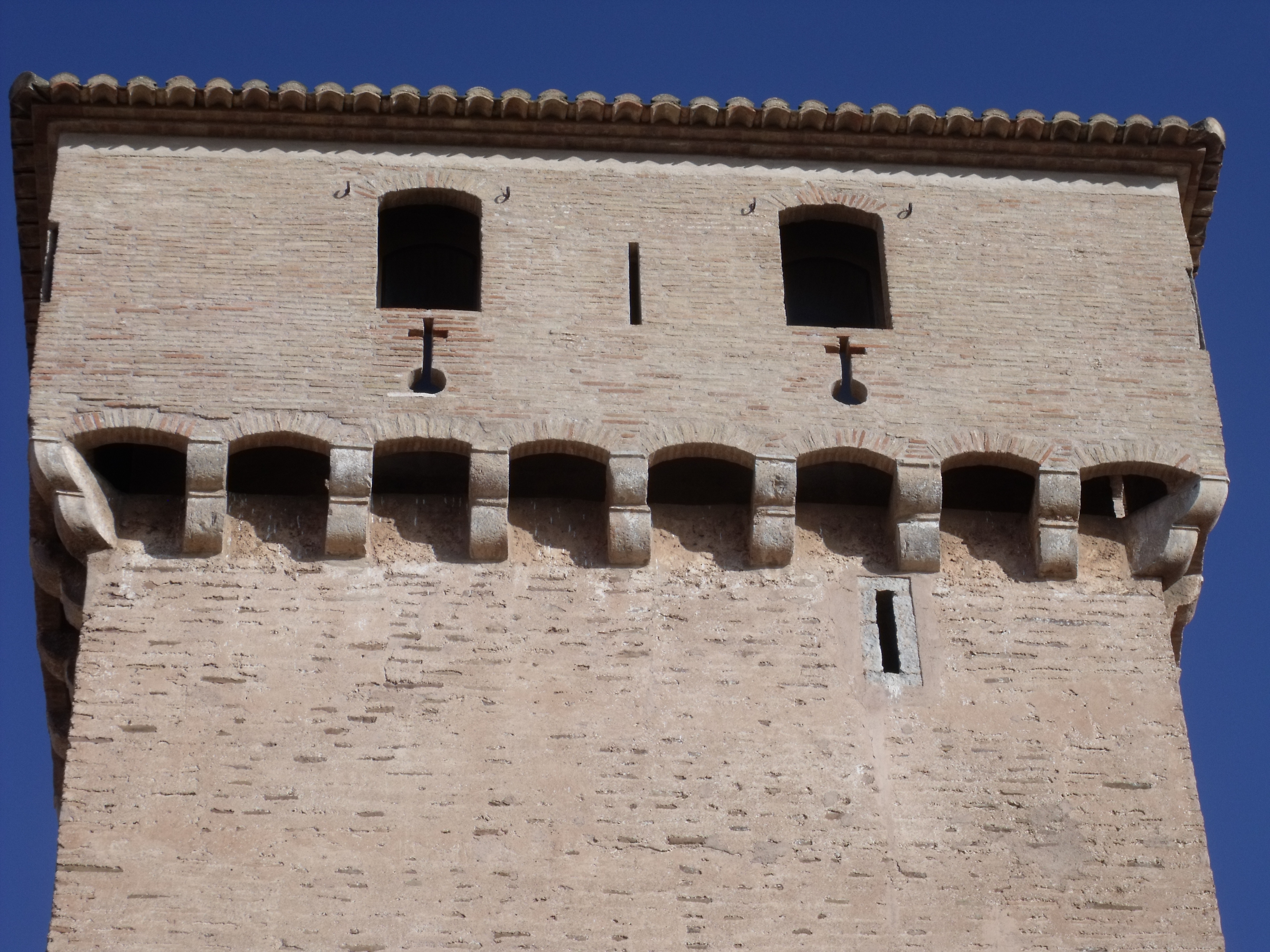
Part superior, amb lladroneres
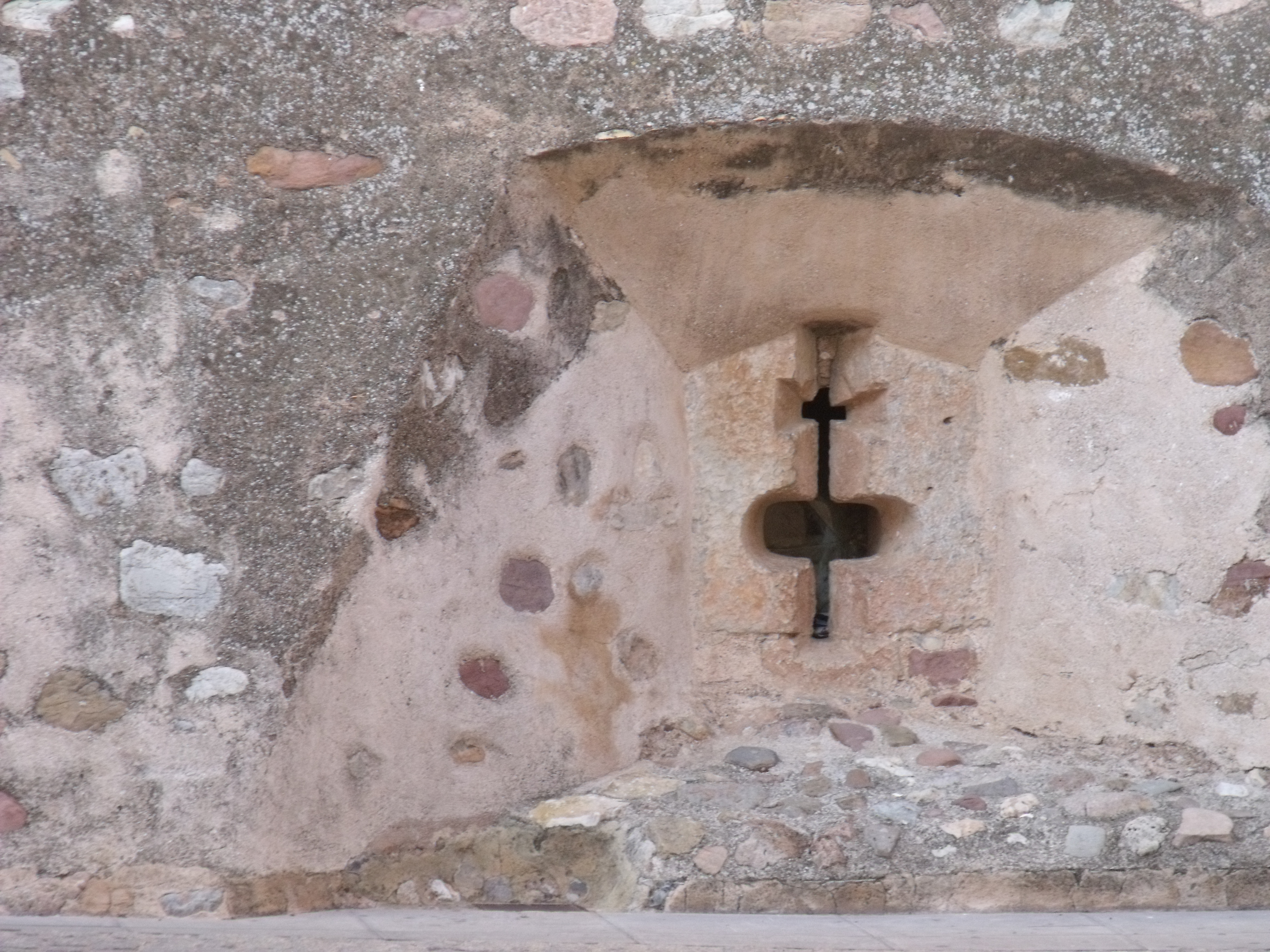
Espitllera